# Pyrinia regina
Pyrinia regina är en fjärilsart som beskrevs av Claude Herbulot 1988. Pyrinia regina ingår i släktet Pyrinia och familjen mätare. Inga underarter finns listade.